# لیتانگ
لیتانگ (به لاتین: Litang County) یک شهرستان در جمهوری خلق چین است که در منطقه تایبتان واقع شده‌است.

## خصوصیات
لیتانگ ۴۷٬۵۰۰ نفر جمعیت دارد و ۳٬۹۵۴ متر بالاتر از سطح دریا واقع شده‌است.